# Taro Hasegawa
Taro Hasegawa (長谷川 太郎 Hasegawa Taro?), född 17 augusti 1979 i Tokyo prefektur, är en japansk före detta fotbollsspelare.
Hasegawa började sin karriär 1998 i Kashiwa Reysol. Med Kashiwa Reysol vann han japanska ligacupen 1999. 2002 flyttade han till Albirex Niigata. Efter Albirex Niigata spelade han för Ventforet Kofu, Tokushima Vortis, Yokohama FC och Giravanz Kitakyushu.